# Тип 91 (торпедо)
Тип 91 е японско 450-мм авиационно парогазово торпедо от периода на Втората световна война. С торпеда от модификацията тип 91 модел 1, хвърлени от въздуха и с помощта на бомбардировачи Mitsubishi G3M „Nell“, на 10 декември 1941 г. край бреговете на Малая са потопени линейния кораб HMS „Prince of Wales“ („Уелски принц“) и линейния крайцер HMS Repulse („Рипалс“ – „Отпор“).

## тип 91 модел 2
През април 1941 г. на въоръжение в Японския имперски военноморски флот е прието торпедото тип 91 модел 2, което е с по-тежка бойна част, по-лек въздушен резервоар и с различна конструкция на стабилизаторите. Според изследователите, това е най-съвременното торпедо към началото на войната в Тихоокеанския театър.

## Специално за Пърл Харбър
На базата на торпедото тип 91 модел 2 е разработена модификацията тип 91 модел 2 модификация 2, която е предназначена само и единствено за атаката на Пърл Харбър.
При планирането на операцията за атаката възниква въпросът как да бъдат хвърляни торпедата във високите вълни на Пърл Харбър. Започва модернизация на торпедата от тип 91 модел 2, но при пробните хвърляния се оказва, че те потъват прекалено дълбоко и за да изплуват на бойна дълбочина им са нужни над 200 м. Освен това водите на базата в Пърл Харбър са много плитки и торпедата ще се зариват в дъното. В опашната част на торпедото монтират два дървени стабилизатора, които не му позволяват да се зарови в дъното, но въпреки това при последвалите учения в залива Кагошима през септември 1941 г., в течение на целия месец пилотите не успяват да хвърлят торпедата на дълбочина по-малка от 12 м. Но в края на същия този септември, специалистите от Арсенала в Йокосука, работещи над стабилизаторите, постигат първите успехи – успяват да осигурят сигурно хвърляне на дълбочини от 13 м. Торпедата са снабдени с нов хидростат, който осигурява изплуването на бойна дъбочина от 2 м, претърпяват още доработки и в началото на октомври са приети на въоръжение. Въпреки че в сравнение с базовия модел масата им нараства, те се отличават с голяма надежност. Малки стабилизатори, монтирани пред кормилата в опашната част помагат на торпедото да поддържа нужната дълбочина след хвърлянето. След изплуването му на необходимата дълбочина, стабилизаторите на оперението му помагат да поддържа дълбочината и курса. Минималната далечина на хвърлянето трябва да е не по-малко от 200 м – това разстояние е нужно да се активира взривателя на торпедото.
Паралелно с това се отработват и методите на атака с новите торпеда. Тези методи са уникални само за нападението над Пърл Харбър и повече не се употребяват никъде до края на войната. Ако торпедото бъде хвърлено от далечина по-малка от 200 м, има опасност да не сработи взривателя на торпедото; ако е пуснато от голяма височина, то се зарива в дъното; а ако скоростта при пуска е прекалено висока, при удара във водата се повреждат стабилизаторите и торпедото се отклонява от курса. В крайна сметка, след многобройни проби, японците се спират на хвърляне на торпедото от височина 10 м при скорост 185 км/ч и ъгъл на пикиране 1.5°. При опитите този способ дава 80 % попадения.

## Следващи модификации
През втората половина на 1942 г. е приета на въоръжение модификацията Тип 91 модел 3 с увеличена бойна част и въздушен балон, разчетен за по-голямо налягане. Бронзовите части са заменени със стоманени. Някои образци имат по осем експериментални опашни стабилизатора. През 1943 г. се появява модификация на модел 3 с подобрена конструкция, чиято опашна част и двигателен отсек са усилени с Т-образни профили. Това позволява да се увеличи скоростта на самолета-носител при пуск на торпедото до 555 км/ч. През 1944 г. се появява нова по-усилена версия на модел 3, но вместо Т-образни, профилите са I-образни, като с тях е укрепена и бойната част. Това позволява да се извършва пуск на торпедо при скорост на самолета-носител до 640 км/ч. През 1944 г. е приета на въоръжение и модификацията тип 91 модел 4, представляваща усилена версия на модел 3 с увеличена бойна част. Последният модел на торпедото тип 91 е модел 7.

## Тактико-технически данни
| Модификация                              | тип 91 модел 2 | тип 91 модел 3 | тип 91 модел 7 |
| ---------------------------------------- | -------------- | -------------- | -------------- |
| Дължина, мм                              | 5480           | 5480           | 5710           |
| Тегло, кг                                | 828            | 842            | 1044           |
| Бойна част, кг                           | 200            | 238            | 417            |
| Далекобойност, м                         | 2000           | 2000           | 2000           |
| При скорост, възли                       | 41             | 41             | 41             |
| Макс. скорост на самолета при пуск, км/ч | 480            | 480            | 648            |